# كريستوفر تشابيل
كريستوفر تشابيل (17 يوليو 1955 بتورونتو في كندا - ) هو لاعب كريكت كندي.

## وصلات خارجية
- كريستوفر تشابيل على موقع إي آس بي آن كريك إنفو (الإنجليزية)